# Canadian Open 1972
Die Canada Open 1972 im Badminton wurden vom 31. März bis zum 1. April 1972 in der University of Montreal ausgetragen.

## Finalergebnisse
| Disziplin    | Sieger                          | Finalist                    | Ergebnis     |
| ------------ | ------------------------------- | --------------------------- | ------------ |
| Herreneinzel | Derek Talbot                    | Sture Johnsson              | 15-7, 15-6   |
| Dameneinzel  | Eva Twedberg                    | Anne Berglund               | 11-7, 11-2   |
| Herrendoppel | Mike Tredgett Ray Stevens       | Derek Talbot Elliot Stuart  | 15-11, 15-13 |
| Damendoppel  | Anne Berglund Pernille Kaagaard | Marjory Shedd Barbara Welch | 15-0, 15-4   |
| Mixed        | Flemming Delfs Pernille Kaagard | Elliot Stuart Eva Twedberg  | 15-11, 18-17 |